# Frontera entre el Camerun i Nigèria
La frontera entre el Camerun i Nigèria és la línia fronterera en sentit nord-sud que separa l'oest del Camerun del sud-est del Nigèria a l'Àfrica central. Té 1.690 km de longitud. El seu traçat és el resultat d'un tractat anglo-alemany de 1913 (Nigèria estava sota el domini britànic i Camerun sota la dominació alemanya) i les posteriors revisions per part primer de França i del Regne Unit, poders colonitzadors, i des de la seva independència, Camerun i Nigèria.

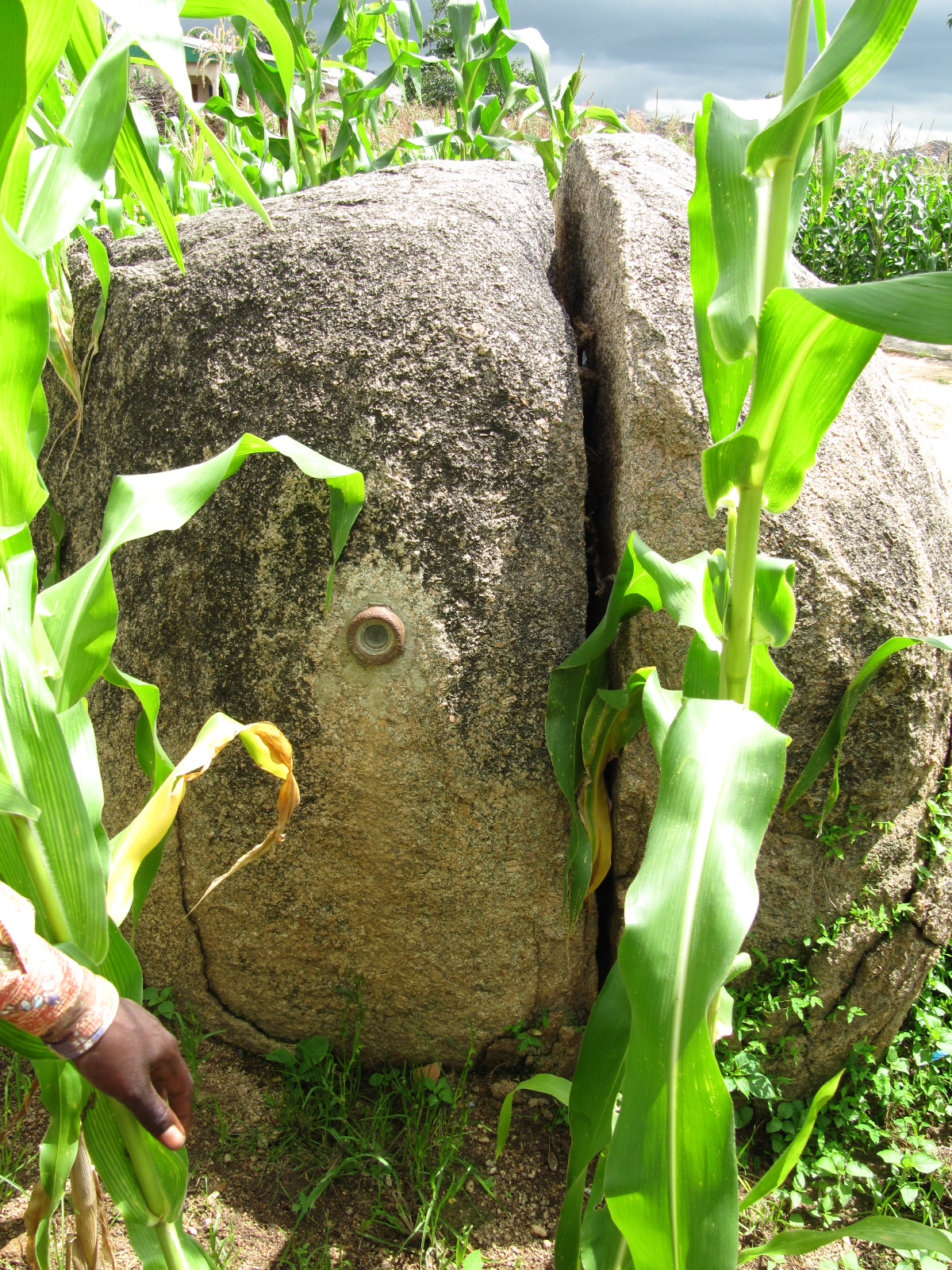
Marca geodèsica indicant la frontera entre els dos països (2012).

## Disputes frontereres
Hi ha hagut una llarga tensió entre els dos estats en la seva frontera, a causa de les estaques econòmiques (hidrocarburs de Bakassi) i la seguretat interna (particularment perquè Nigèria s'enfronta a una insurgència al sud-est i era incursions armades regulars en territori camerunès).
El principal punt de desacord va ser la Península de Bakassi (aproximadament 1.000 km²) i les aigües territorials adjuntes, el subsòl és ric en hidrocarburs. Nigèria havia reconegut la sobirania camerunesa sobre Bakassi el 1975 per l'acord de Maroua, però més tard, el govern nigerià va denunciar l'acord fins a ocupar militarment la península en determinats moments. Bakassi va ser atribuït a Camerun en un judici de la Cort Internacional de Justícia realitzat el 10 d'octubre 2002, que les autoritats nigerianes finalment van acordar aplicar; van entregar la península a Camerun el 14 d'agost de 2008.
L'altre punt de controvèrsia era el llac Txad, especialment l'illa de Darak. Des de la perspectiva del Camerun, la frontera es va establir per una declaració franco-britànica (Declaració Milner-Simon) de 1919, mentre que des del punt de vista de Nigèria, la delimitació de la frontera segueix sense resoldre's. En la seva sentència de 10 d'octubre de 2002, la CIJ va dictaminar que les declaracions franco-britàniques successives així delimiten la frontera entre el Camerun i Nigèria a la regió del llac Txad, i va concloure que la sobirania sobre la regió disputada corresponia al Camerun.